# Sveriges ambassad i Luanda
Sveriges ambassad i Luanda är Sveriges diplomatiska beskickning i Angola som är belägen i landets huvudstad Luanda. Beskickningen består av en ambassad, ett antal svenskar utsända av Utrikesdepartementet (UD) och lokalanställda. Stockholmsbaserad ambassadör sedan 2022 är Lennart Killander Larsson.

## Historia
Sverige var ett av de första länderna som erkände Angola 1975 och diplomatiska relationer upprättades redan i februari 1976. Sverige var också ett av de första länderna att öppna ambassad och inleda ett biståndssamarbete med Angola.
Den 19 december 2007 beslutade regeringen att avveckla ambassaden i Luanda tillsammans med två andra ambassader. Enligt regeringens bedömning kunde till exempel främjande av svenska intressen i landet och rapportering om Angolas ekonomiska och politiska utveckling skötas från ambassaden i Pretoria, samt av Exportrådet som fanns på plats i Luanda sedan oktober 2007. Nedläggningen skulle ske senast den 31 augusti 2008 och ett honorärkonsulat skulle istället öppnas. Den 21 augusti 2008 beslutades det att upphäva beslutet om att lägga ned ambassaden i Luanda. Istället kom ett pilotprojekt att genomföras med en ny typ av ambassad med ett begränsat verksamhetsuppdrag. Detta var något som skulle säkerställa Sveriges närvaro i landet till en lägre kostnad. Den 2 oktober 2008 kom beslutet att öppna ett handelssekreterarkontor vid ambassaden för att utveckla handelsrelationerna med Angola. Kontoret kom att vara en naturlig del av ambassadens verksamhet och drivas av Exportrådet.
Den 22 december 2010 beslutade regeringen att avveckla ambassaden i Luanda tillsammans med fyra andra ambassader. Ambassaden avvecklades under sommaren 2011. Den 22 september 2011 beslutades det att ambassaden skulle återupprättas efter ett beslut som var en följd av den överenskommelse som träffades den 1 augusti 2011 mellan regeringspartierna och socialdemokraterna.

## Verksamhet
Ambassadens uppgift är bland annat att stärka relationerna mellan Sveriges och Angolas regeringar samt mellan innevånare, organisationer och företag i de båda länderna. Handelsfrågor upptar en allt större del av ambassadens verksamhet. Fokus ligger på att ge stöd till svenska företag att flytta fram sina positioner på den angolanska marknaden. Ambassaden verkar också för ökad angolansk export till Sverige.

## Ambassadanläggningen
Den nuvarande ambassadbyggnaden uppfördes 1984–1985 och ritades av de två arkitekterna Rune Falk och Lisa Hanson på White & Partners. Den rymmer förutom Sveriges ambassad även Sidas biståndskontor. Den ligger i området Miramar i centrala Luanda. Omgivande bebyggelse karaktäriseras av bostadshus i 1–2 våningar med trädplanteringar mot gatan. Ambassadbyggnadens skala är anpassad till den omgivande bostadsbebyggelsen. På entréplanet finns reception, samtalsrum och väntrum samt vaktmästeri, förråd, uppehållsrum, bibliotek och kontorsrum. På det övre planet finns ambassadörens tjänsterum, sammanträdesrum och övriga kanslilokaler.
Byggnadens stomme är gjord av platsgjuten betong med inner- och ytterväggar av putsad betonghålsten. Fönsterpartier är gjorda av aluminium med isolerglasrutor. I interiören återfinns ljust nordiskt träslag i form av björk. Dörrarna består av björk med stålkarmar. Den fasta inredningen utgörs också till viss del av björk. Golven är genomgående belagda med klinker.

## Beskickningschefer
| Namn                      | Period    | Funktion   | Anmärkning                             |
| ------------------------- | --------- | ---------- | -------------------------------------- |
| Kaj Falkman               | 1976–1978 | Ambassadör | Sidoackrediterad i São Tomé från 1977. |
| Göte Magnusson            | 1978–1981 | Ambassadör |                                        |
| Leif Sjöström             | 1982–1985 | Ambassadör | Sidoackrediterad i São Tomé.           |
| Sten Rylander             | 1985–1988 | Ambassadör | Sidoackrediterad i São Tomé.           |
| Per Lindström             | 1988–1992 | Ambassadör | Sidoackrediterad i São Tomé.           |
| Anders Möllander          | 1992–1995 | Ambassadör |                                        |
| Lena Sundh                | 1995–2000 | Ambassadör |                                        |
| Roger Gartoft             | 2000–2003 | Ambassadör | Sidoackrediterad i São Tomé.           |
| Anders Hagelberg          | 2003–2006 | Ambassadör |                                        |
| Erik Åberg                | 2006–2009 | Ambassadör |                                        |
| Bo Emthén                 | 2009–2012 | Ambassadör |                                        |
| Lena Sundh                | 2012–2016 | Ambassadör |                                        |
| Lennart Killander Larsson | 2016–2019 | Ambassadör |                                        |
| Ewa Polano                | 2019–2022 | Ambassadör |                                        |
| Lennart Killander Larsson | 2022–     | Ambassadör | Stockholmsbaserad                      |